# Gabriele Guarino
Gabriele Guarino, né le 14 avril 2004 à Molfetta en Italie, est un footballeur italien, qui évolue au poste de défenseur central à l'Empoli FC.

## Biographie

### En club
Né à Molfetta en Italie, Gabriele Guarino commence le football à l'âge de cinq ans dans le club local de l'Audace Molfetta avant d'être formé au SSC Bari puis à l'Empoli FC.
Il s'affirme lors de la saison 2022-2023 en devenant un membre important de la Primavera. Ses prestations lui valent plusieurs convocations avec l'équipe première, l'entraîneur Paolo Zanetti l'intégrant au groupe professionnel avec plusieurs apparitions sur le banc des remplaçants à partir de 2022.
Le 1er février 2024, Gabriele Guarino est prêté par Empoli au Modena FC.

### En équipe nationale
Guarino est convoqué avec l'équipe d'Italie des moins de 20 ans afin de participer à la Coupe du monde des moins de 20 ans qui a lieu en mai et juin 2023. Son équipe atteint la finale après sa victoire contre la Corée du Sud le 8 juin 2022 (2-1 score final),.

## Palmarès
Italie -20 ans
- Coupe du monde des moins de 20 ans
  - Finaliste en 2023.